# Emmagracht (schip, 1995)
De Emmagracht is een schip. Vanaf de tewaterlating in 1995 is het schip in dienst van Spliethoff. Op het schip staan 3 hijskranen die elk 60 ton kunnen hijsen